# Scolecolepides uncinatus
Scolecolepides uncinatus är en ringmaskart som beskrevs av Blake 1983. Scolecolepides uncinatus ingår i släktet Scolecolepides och familjen Spionidae. Inga underarter finns listade i Catalogue of Life.